# San Diego. 35 år 20 hits
San Diego 35 år 20 hits är ett samlingsalbum från 1997 av det svenska dansbandet Sten & Stanley.

## Låtlista
1. San Diego (T.Gunnarsson-E.Lord)
2. Oh Julie (S.Stevens-M.Forsberg)
3. Jag ger dig en blomma (T.Gunnarsson-E.Lord)
4. Änglar visst finns dom (C.Bruhn-E.Thorsten-M.Forsberg)
5. Jag vill vara din Margareta (J-E.Karlzon)
6. Rosor doftar alltid som mest när det skymmer (T.Gunnarsson-E.Lord)
7. Spar dina tårar (R-M.Stråhle)
8. Jolly Bob från Aberdeen (L.Dahlquist)
9. Vänd inte om (L.Sigfridsson)
10. I ditt fönster brinner ett ljus (T.Shultzieg-H.Korn-J.Valtery)
11. Sommar (T.Gunnarsson-E.Lord)
12. Du och jag (Help yourself) (J.Fishman-Mogul-C.Donida-Labati-E.Nilsson-A.Svensson)
13. En vän som du (T.Gunnarsson-E.Lord)
14. Det kommer nog en dag (B.Holly-J.Allison/N-Petty-K.Almgren)
15. Santa Maria (C.de Natale-G&M.Angelis-Phaedra)
16. Dra dit pepparn' växer (U.Nordqvist)
17. Båten uti skärgår'n (Seacruise) (H.Smith-I.Forsman)
18. Jag har inte tid (T.Palmqvist-S.Nilsson)
19. Haver ni sett Karlsson (Trad. E.Nordlander)

## Listplaceringar
| Lista (1997) | Topplacering |
| ------------ | ------------ |
| Sverige      | 43           |